# محمد فليفل (موسيقي)
محمد فليفل  (1899-1985) ملحن لبناني ولد في بيروت ودرس فيها. ظهرت ميوله الفنية منذ الصغر متأثراً بأبيه الذي كان مؤذناً في مساجد بيروت. ذهب إلى إسطنبول 1915 ليشارك في الحرب العالمية الأولى كضابط احتياط. عين بعد انتهاء الحرب ضابطاً في الدرك اللبناني، لكنه لم يجد نفسه في هذا المجال فاستقال ليوجه اهتمامه إلى الموسيقى، وسرعان ما استطاع إثبات وجوده كملحن من خلال عدة أعمال ناجحة. اشترك 1938 في مسابقة تلحين النشيد الوطني السوري التي دعا إليها الرئيس محمد علي العابد، ورفضت لجنة التحكيم في البداية الاستماع إلى لحنه؛ لكن عندما انتشر النشيد في أنحاء سوريا، رأت الحكومة أن تتبناه، وكافأت فليفل بمنحه وسام الاستحقاق. استدعي إلى العراق لتدريس الأناشيد الوطنية، ثم إلى السعودية 1950. فاز في مباراة اختيار النشيد الوطني المصري 1959 كما لحّن النشيد الوطني اليمني السابق، إضافة إلى الكثير من الأناشيد الوطنية التي لا زالت تردد في المدارس العربية، منها «نحن الشباب» و«في سبيل المجد» و«موطني» الذي يغنيه الفلسطينيون كالنشيد الوطني والذي أصبح النشيد الوطني العراقي لاحقاً وقد شاركه أخوه أحمد فليفل في هذا المجال.

## الأخوان منذ الصغر
ولد الأخوان محمد وأحمد سليم فليفل أوائل القرن العشرين في محلة الأشرفية في بيروت، ختما القرآن الكريم في كتّاب الشيخ مصباح دعبول الكائن في حي آل بيضون قرب جامع الأشرفية. ثم انتقلا إلى مدارس جمعية المقاصد الخيرية الإسلامية فالمدارس السلطانية وحوض الولاية.
منحهما الله موهبة فنيّة ورثا جزءاً منها من والديهما، وتعهداها بالعلم والتدريب والمراس. كان والدهما يتمتع بحس موسيقي فطري وشعور بالكرامة العربيّة، اشترى كتاب سيرة عنترة وطلب من إبنيه قراءتها له إعجاباً منه ببطولات العرب وأمجادهم. وعندما انتقل إلى السكن في محلة البسطة الفوقا، كان يتوجه إلى دكان زين لبيع الألبان في تلك المحلة، ويأخذ معه وعاءً خاصاً، ويقف منتظراً دوره وهو يردد:
لبنك لبنك يا لبّان	 طيب لبنك يا لبّان
وكان ديب صبرا، جد محمد وأحمد لأمهما، يتمتع بصوت جميل ويتولى الأذان وفرقة الإنشاد الديني في الجامع العمري الكبير، يصطحب معه حفيده محمد لحضور حفلة الإنشاد وسماع القصائد ومنها أبيات من نظم الشيخ مصطفى نجا، هذا الاستعداد الفني دفع الشقيقين فليفل إلى دراسة الموسيقى، فتابع محمد دراستها في دار المعلمين التركية، فيما كان أحمد يدرس البيانو والنوتة الموسيقية.
وكانا يحضران مع والديهما حفلات موسيقيّة، كانت تؤديها فرقة موسيقى المتصرفية التي تأتي إلى بيروت، وتعزف في منشية المتحف وفي حديقة رستم باشا بإشراف ضابط إيطالي.
استدعي محمد خلال الحرب العالمية الأولى إلى المدرسة الحربية في إسطنبول، فوجدها فرصة سانحة لمتابعة دراسة الموسيقى في معهد الفنون التركية. فيما كانت فكرة تكوين فرقة موسيقية قد اختمرت في ذهن أحمد في بيروت، الذي كان قد تعرَّف على عدد من الشباب الملمين بالموسيقى، وما أن عاد محمد من إسطنبول حتى باشر بشراء الآلات وأسسا فرقة من ستة وعشرين شاباً، كانا يجمعانهم في حديقة بيتهما في البسطة، يعزفون الأناشيد والألحان الشائعة، ثم أخذت الفرقة للمدارس والجمعيات وفي الأعياد الشعبية، وعُرفت باسم (موسيقى الأفراح الوطنيّة).
في عام 1942م، وفي عهد الرئيسين ألفرد نقاش وسامي الصلح، إتصل العميد سليمان نوفل بالأخوين فليفل من أجل تأسيس فرقة موسيقى عسكرية، فصدر المرسوم رقم 6439 بتاريخ 1 أكتوبر 1942م بتأسيس موسيقى الدرك.
اشتهر الأخوان فليفل بأنهما لحّنا أكثر من ألف قصيدة في موضوعات وطنيّة وقوميّة واجتماعيّة وتربويّة، لشعراء وأدباء من مختلف أرجاء الوطن العربي. مثل الأخطل الصغير (بشارة الخوري) وعمر فروخ وفخري البارودي وجورج غريب وإبراهيم طوقان ومحمد يوسف حمود وشبلي الملاط وعمر أبو ريشة وسعيد عقل وعبد الرحيم قليلات وغيرهم. ولم يفرقا بين دين وآخر، بل كانا رسل سلام ومحبة وخير للمجتمع، لحّنا قصائد بمدح النبي والمسيح والعذراء مريم.
تعرَّض الأخوان فليفل إلى معارك عنيفة مع سلطات الانتداب. فقد وضعا لحناً يتغنّى بالوطن الأكبر، فطُرِدا من وظيفتهما، ثم أُعيدا إليها بعد تدخل الشيخ محمد الجسر وجبران التويني والرئيس شارل دباس، وفي سنة 1939 لحّنا نشيد العلى للعرب من نظم الشاعر المصري عبد الحميد زيدان، فهددتهما حكومة الانتداب الفرنسي بالكف عن تلحين مثل هذه الأناشيد تحت طائلة النفي إلى معتقل المية ومية  ورحّلت الشاعر عبد الحميد زيدان.
كان أول نشيد لحناه في العشرينات من نظم مختار التنير:
سوريا يا ذات المجـد	 والعزة في ماضي العهد
إن كنت لنا أهنى مهد	 فثراك لنا أهنى لحــد
ولحّنا نشيد الشهداء الذي نظَّمه الشاعر الشهيد عمر حمد:
نحن أبناء الألــى شادوا مجداً وعلا
'نسل قحطان فأصلا	 ليس نرضي الأسر
كان الشاعر عبد الرحيم قليلات من أول من شجع الأخوين فليفل ونظَّم لهما عدة قصائد وأناشيد منها نشيد المدارس:
تعهدي دروسنا	 وبيضي طروسنا
وهذبي نفوسنا	 وروضي البـدن
وضع الأخوان فليفل للجيش اللبناني عدة مارشات ومعزوفات للطبول والأبواق والتشريفات والثكنات، حلّت محل الألحان الفرنسية، ولا تزال موسيقى الدرك والجيش اللبناني تعزف ألحانهما حتى الآن.
ارتبط اسم فليفل بالألحان الوطنية والقومية في الوطن العربي.

## تكريم الأخوين فليفل
كرمت الفرقة العربية للأناشيد الوطنية الأخوين فليفل خلال احتفالية الدوحة عاصمة الثقافة العربية 2010 كما كرمهما نادي الجسرة الثقافي وأمين عام الاحتفالية وقدم الجميع جوائز تقديرية لممثل الأخوين فليفل المهندس جمال فليفل على مسرح قطر الوطني.
كما دعتهما وزارة الثقافة الجزائرية في عدة مناسبات وطنية.